# Emmanuel Ogude
Emmanuel Ifeanyi Ogude (Lagos, 29 marzo 1994) è un calciatore nigeriano, attaccante del Nykøbing.

## Carriera
Ha giocato nella prima divisione dei campionati israeliano, danese e finlandese.